# 13D busz (Kecskemét)
A kecskeméti 13D jelzésű autóbusz a Széchenyi tér és a kecskeméti Mercedes-gyár között közlekedik. A viszonylatot a Kecskeméti Közlekedési Központ megrendelésére az Inter Tan-Ker Zrt. üzemelteti.

## Útvonala
| Daimler I. kapu felé |
| --- |
| Széchenyi tér vá. – Szilády Károly körút – Kölcsey utca – Dobó István körút – Horváth Döme körút – Mezei utca – Juhász utca – Mindszenti körút – Kiskunfélegyházai út – Mercedes út – Daimler I. kapu vá. |

## Megállóhelyei
| 0  | Széchenyi tér induló végállomás   |                                                                       |
| 2  | Dobó körút                        | 1, 2, 2A, 2D, 2S, 4A, 4C, 6, 11, 11A, 13, 13K, 15, 28 Helyközi buszok |
| 3  | Mezei utca                        | 13, 13K, 21                                                           |
| 8  | Szélmalom Csárda                  | 12D, 13K, 14D, 21D Helyközi buszok                                    |
| 11 | Daimler I. kapu érkező végállomás | 1D, 2D, 12D, 14D, 15D, 21D Helyközi buszok                            |